# Chuck Peddle

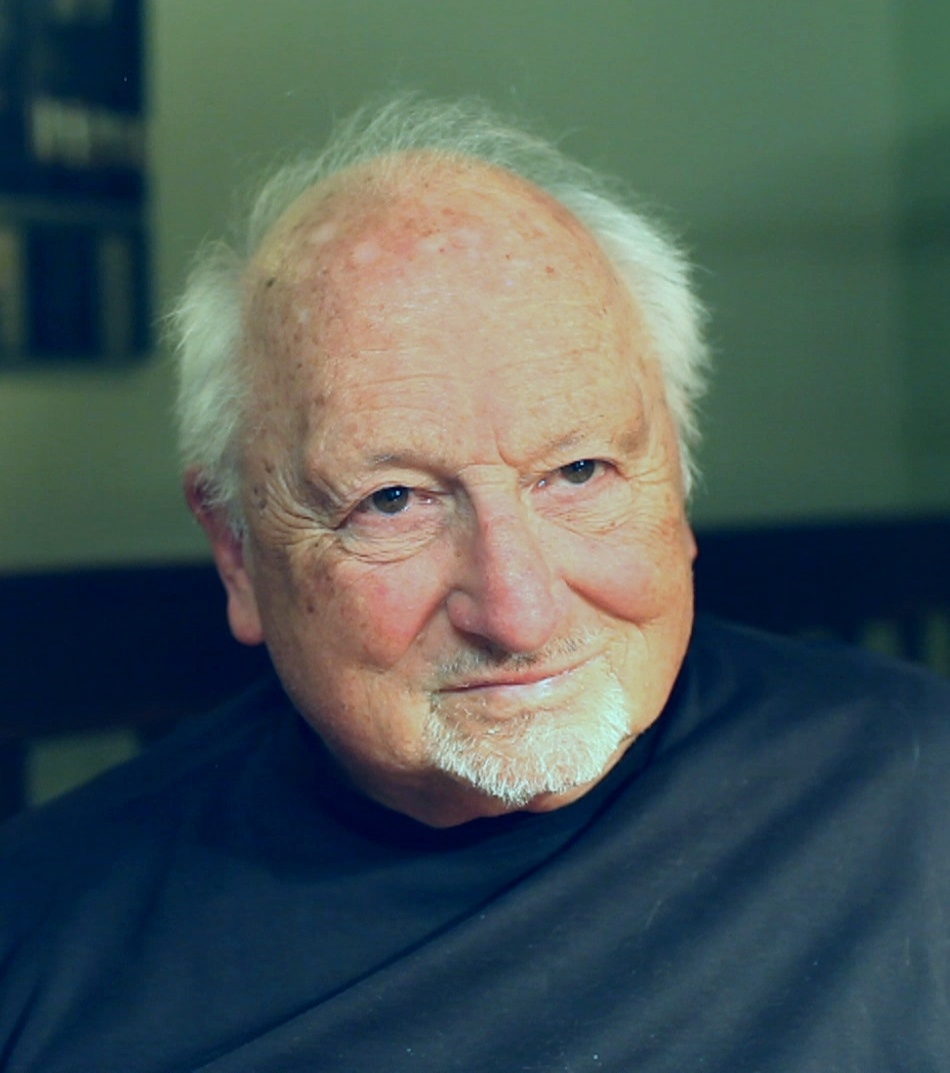
Chuck Peddle (2013)

Charles Ingerham „Chuck“ Peddle (* 25. November 1937 in Bangor, Maine; † 15. Dezember 2019 in Santa Cruz, Kalifornien) war ein US-amerikanischer Elektronik-Ingenieur, der für seine Entwicklung des Mikroprozessors MOS 6502 in den 1970er und 1980er Jahren bekannt geworden ist. Auf Grundlage dieses Prozessors wurden Homecomputer wie der Commodore PET 2001 und der Commodore 64 entwickelt.

## Geschichte
Peddle war der Sohn britisch-kanadischer Einwanderer. Seine Eltern waren Thomas und Maxine (Denno) Peddle. Sein Vater war Verkäufer und seine Mutter Werbegrafikerin.
Während seiner Zeit im United States Marine Corps (ab 1955) wurde er an der University of Maine zum Elektroingenieur ausgebildet. Das Studium schloss er 1960 ab. Danach ging er zu General Electric, wo er in der Computer-Abteilung ein Zeitmanagement-Konzept für Großrechner entwickelte. Mit diesem wurde der Zugriff verschiedener Kunden auf die Rechenzeit des Systems geregelt.
Ab 1973 arbeitete Peddle für Motorola an der Entwicklung des Motorola 6800-Prozessors. Wegen Meinungsverschiedenheiten mit der Firmenleitung aufgrund der hohen Preise für Motorola-Prozessoren wechselte Peddle zu MOS Technology, wo er die Entwicklungsabteilung für die 650x-Prozessorfamilie leitete, die als Antwort auf die Motorola-6800-Prozessoren entwickelt wurden. Der bekannteste Prozessor in dieser Gruppe war der 6502, der Ende der 70er und 80er Jahre in vielen Homecomputern verbaut wurde. Als MOS von Commodore (CBM) aufgekauft wurde, entwickelte Peddle verschiedene Rechner für Commodore, darunter den PET 2001 und den VC 20. Drei der darüber hinaus bekanntesten Computer, die den 6502 (oder Derivate davon) nutzten, waren der Apple II, der Commodore 64 und das Nintendo Entertainment System (NES).
1980 verließ Peddle die Firma Commodore und gründete zusammen mit Chris Fish die Firma Sirius Systems Technology, die zuerst erfolgreich den Computer Sirius I auf den Markt brachte. Erst durch den IBM PC bekam der Sirius I eine übermächtige Konkurrenz, die auch noch dadurch unterstützt wurde, dass die Betriebssysteme der beiden Computer nicht kompatibel waren. Dies führte zum Misserfolg des Sirius und 1983 zum Ende der Sirius Systems Technology. Ab 1985 arbeitete Peddle für die Tandon Corporation.
In den Folgejahren arbeitete Chuck Peddle beim internationalen indischen Elektronikhersteller Celetron, welcher im Jahre 2002 aus verschiedenen ehemaligen Tandon-Firmen entstand. Der CEO ist Sirjang Lal Tandon, der Gründer der Tandon Corporation.
Nach Angaben seiner Lebensgefährtin Kathleen Shaeffer starb Peddle in seinem Haus in Santa Cruz (Kalifornien) an Bauchspeicheldrüsenkrebs. Er hinterließ drei Söhne und drei Töchter aus zwei gescheiterten Ehen.